# Wilczomlecz kątowy
Wilczomlecz kątowy (Euphorbia angulata Jacq.) – gatunek rośliny z rodziny wilczomleczowatych. Występuje w centralnej, zachodniej i południowej Europie oraz w środkowej i południowej Rosji. W Polsce występuje na południu kraju na niżu i w niższych położeniach górskich.

## Morfologia
PokrójRoślina zielna zawierająca sok mleczny.
ŁodygaNadziemna delikatnie oskrzydlona osiąga wysokość do 30–40 cm. Pod ziemią cienkie, pełzające kłącze, w międzywęźlach zgrubiałe.
LiścieJajowate lub podłużnie jajowate, z przodu ostro ząbkowane. Ulistnienie skrętoległe.
KwiatyZebrane w zielonożółtawy kwiatostan zwany cyjacjum. Tworzą wierzchotkę 3–5 promienistą o rozwidlających się ramionach. Pojedynczy kwiat ma od 2 do 5 płatków. Ujście kieliszka ozdobione błoniastą otoczką. Miodniki półokrągłe otaczają pręciki, zwykle jest ich pięć.
OwoceNagie torebki.

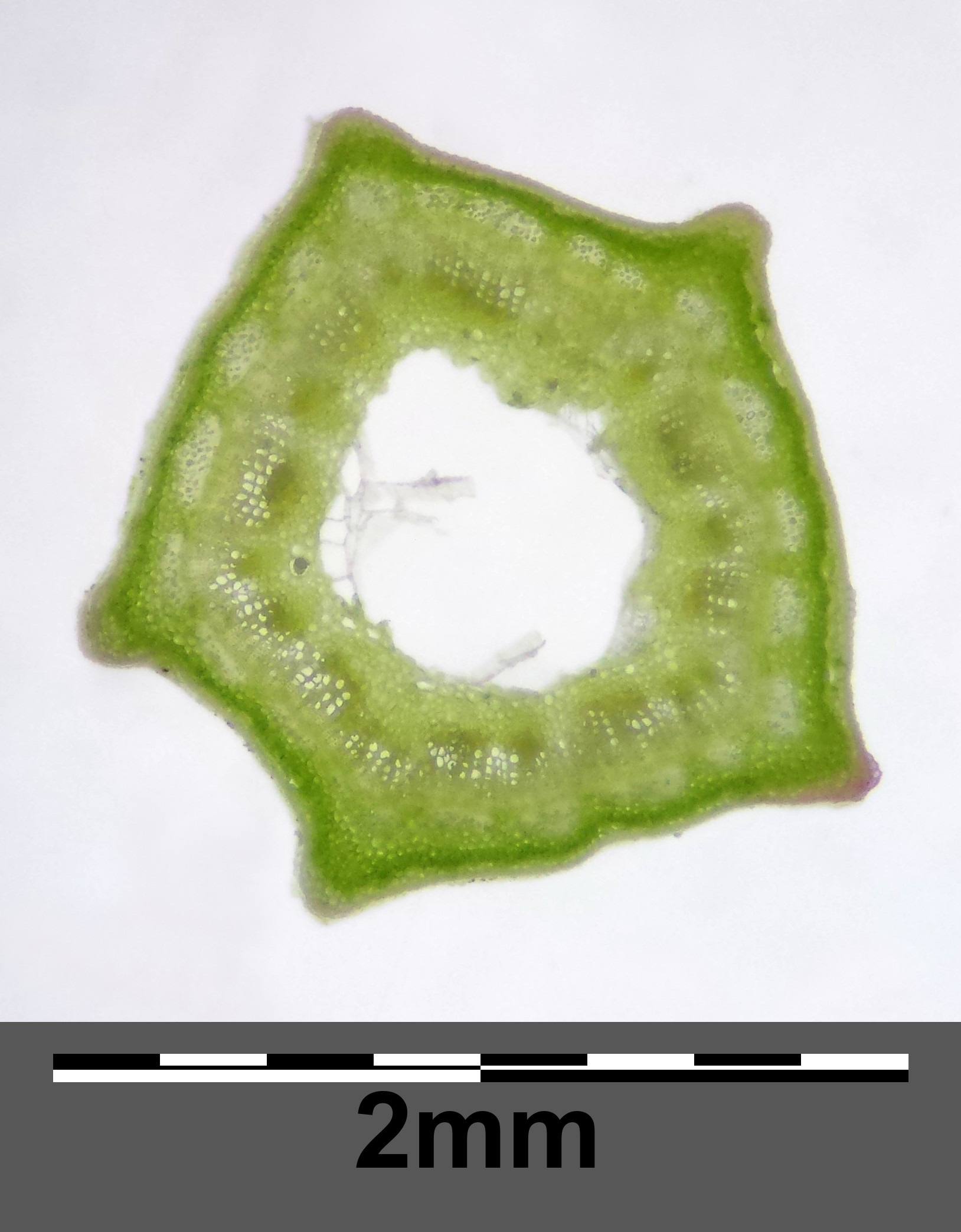
Przekrój łodygi
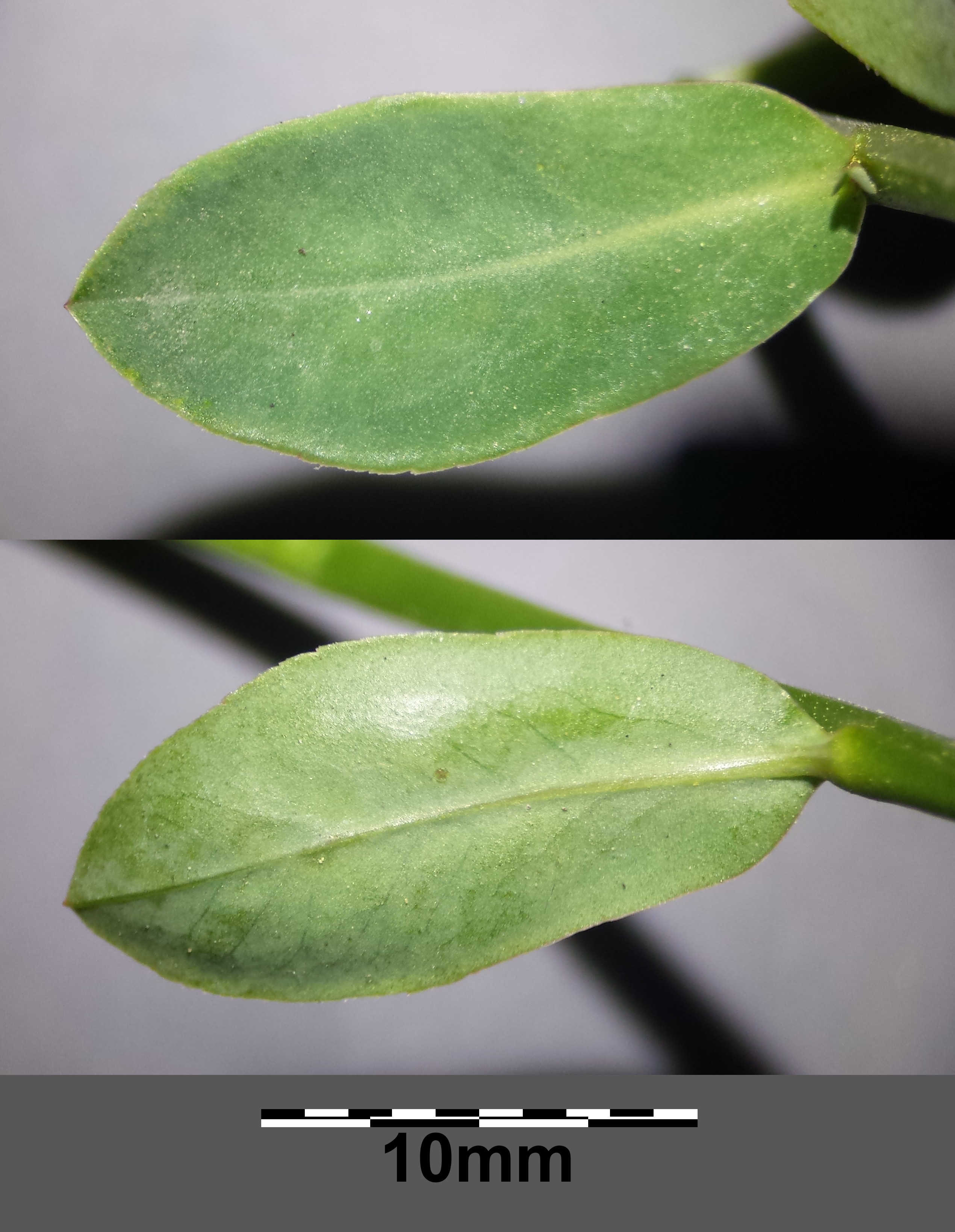
Liść
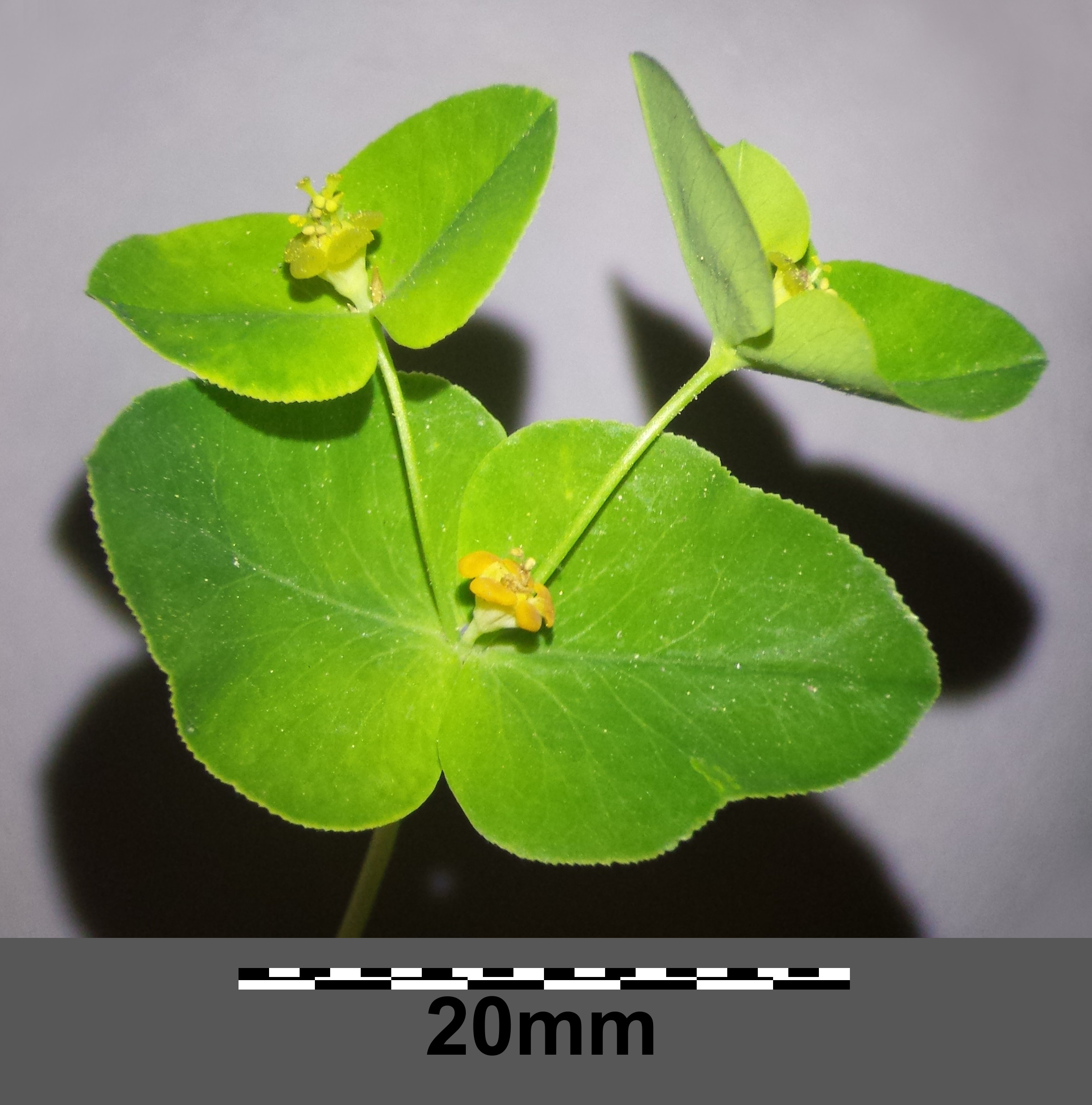
Kwiatostan
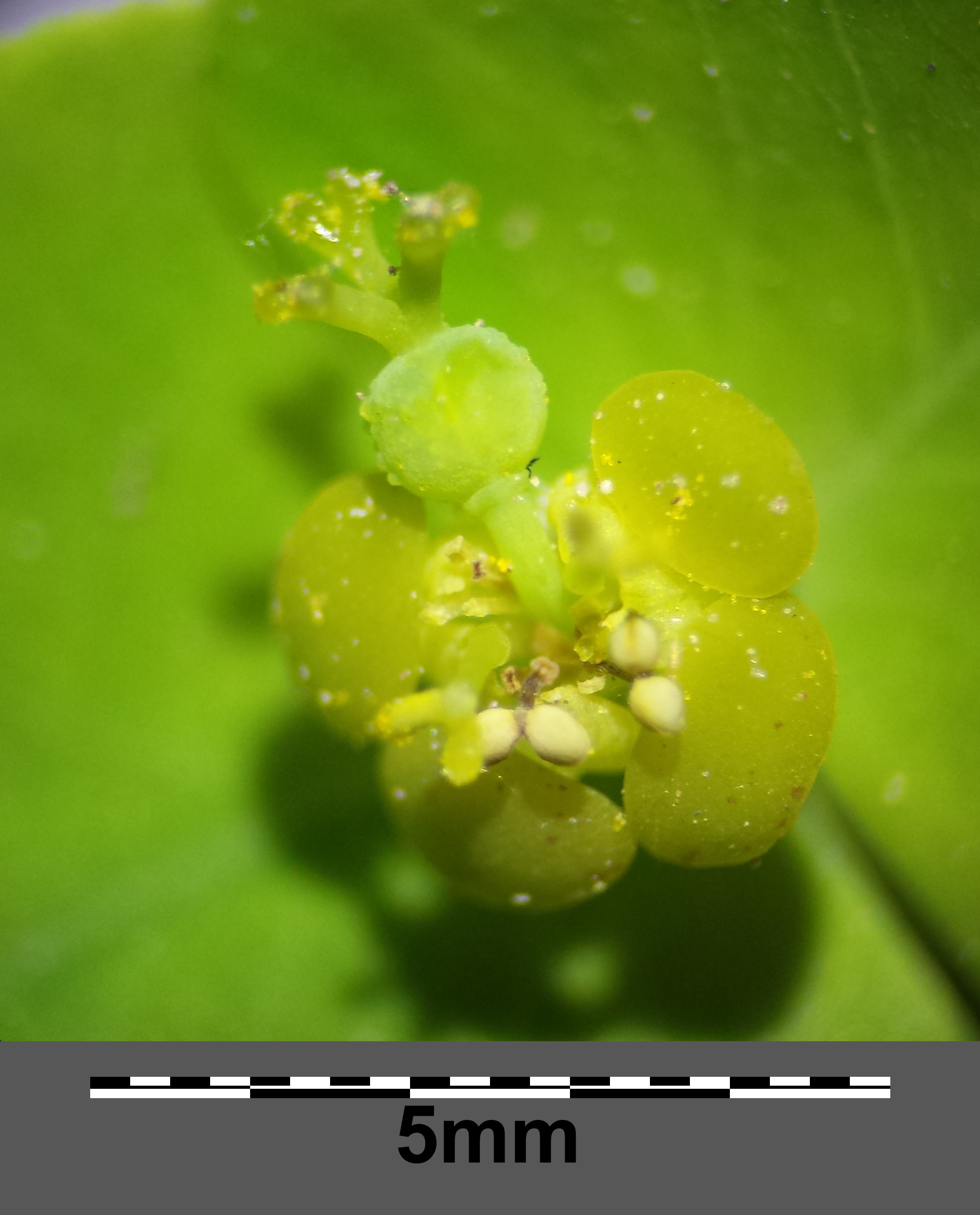
Kwiat
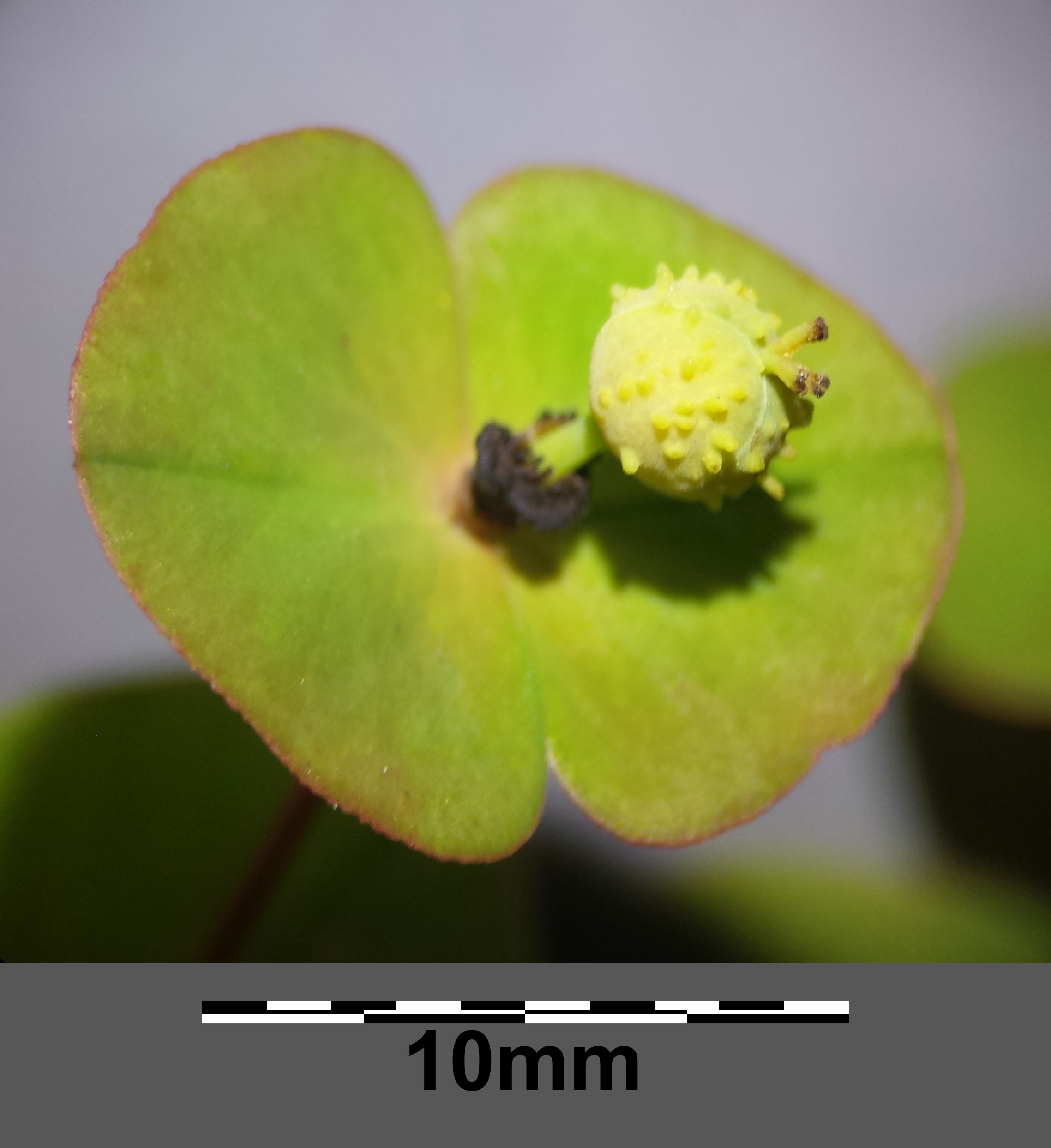
Owoc

## Biologia i ekologia
RozwójBylina, hemikryptofit, gatunek światłolubny. Kwitnie od maja do czerwca.
SiedliskoRośnie na zrębach, w zaroślach, w suchych widnych lasach liściastych. Preferuje miejsca o kwaśnych glebach i krzemionkowym podłożu, rzadziej wapiennych. Liczba chromosomów 2n = 12.
FitosocjologiaWilczomlecz kątowy oprócz szczodrzeńca rozesłanego (Chamaecytisus ratisbonensis), szczodrzyka czerniejącego (Lembotropis nigricans) wyróżnia świetliste lasy dębowe występujące w środkowej i południowej części Polski należące do mazowiecko-małopolskiej odmiany zespołu.